# Песчанское (Курганская область)
Песчанское — село в Щучанском районе Курганской области. Административный центр Песчанского сельсовета.

## История
До 1917 года центр Песчанской волости Шадринского уезда Пермской губернии. По данным на 1926 год село Песчанка состояло из 406 хозяйств. В административном отношении являлось центром Песчанского сельсовета и Песчанского района Шадринского округа Уральской области.

## Население
| 1989 | 2002  | 2010 |
| ---- | ----- | ---- |
| 1698 | ↘1164 | ↘896 |

По данным переписи 1926 года в селе проживало 1876 человек (897 мужчин и 979 женщин), в том числе: русские составляли 100 % населения.